# Georges Grosjean
Georges Grosjean (? — ?) je bivši belgijski hokejaš na travi. 
Na hokejaškom turniru na Olimpijskim igrama 1928. u Amsterdamu igrajući za Belgiju je osvojio 4. mjesto. Odigrao je dva susreta. U susretu za broncu je Belgija izgubila od Njemačke.

## Vanjske poveznice
- Profil na Sports Reference.com  Arhivirana inačica izvorne stranice od 8. rujna 2011. (Wayback Machine)